# 7004 Markthiemens
7004 Markthiemens eller 1979 OB9 är en asteroid i huvudbältet som upptäcktes den 24 juli 1979 av den amerikanska astronomen Schelte J. Bus vid Siding Spring-observatoriet. Den är uppkallad efter Mark H. Thiemens.
Asteroiden har en diameter på ungefär 4 kilometer.